# Bezirk Rolle
Der Bezirk Rolle (französisch District de Rolle) war bis zum 31. August 2006 eine Verwaltungseinheit im Kanton Waadt in der Schweiz. Hauptort war Rolle. Der Bezirk war in die beiden Kreise (französisch cercles) Gilly und Rolle aufgeteilt.
Der Bezirk bestand aus 13 Gemeinden, war 44,16 km² gross und zählte 12'891 Einwohner (Ende 2006).
| Name der Gemeinde    | Einwohner (31. Dez. 2006) | Fläche in km² | Einw. pro km² | Kreis (Cercle) |
| -------------------- | ------------------------- | ------------- | ------------- | -------------- |
| Bursinel             | 371                       | 1,78          | 208           | Gilly          |
| Bursins              | 667                       | 3,37          | 198           | Gilly          |
| Burtigny             | 306                       | 5,68          | 54            | Gilly          |
| Dully                | 497                       | 1,65          | 301           | Gilly          |
| Essertines-sur-Rolle | 623                       | 6,95          | 90            | Gilly          |
| Gilly                | 866                       | 7,76          | 112           | Gilly          |
| Luins                | 496                       | 2,67          | 186           | Gilly          |
| Tartegnin            | 209                       | 1,09          | 192           | Gilly          |
| Vinzel               | 319                       | 1,10          | 290           | Gilly          |
| Allaman              | 401                       | 2,60          | 154           | Rolle          |
| Mont-sur-Rolle       | 2'106                     | 3,86          | 546           | Rolle          |
| Perroy               | 1'219                     | 2,91          | 419           | Rolle          |
| Rolle                | 4'811                     | 2,74          | 1756          | Rolle          |
| Bezirk Rolle (13)    | 12'891                    | 44,16         | 292           | (2)            |

## Veränderungen im Gemeindebestand

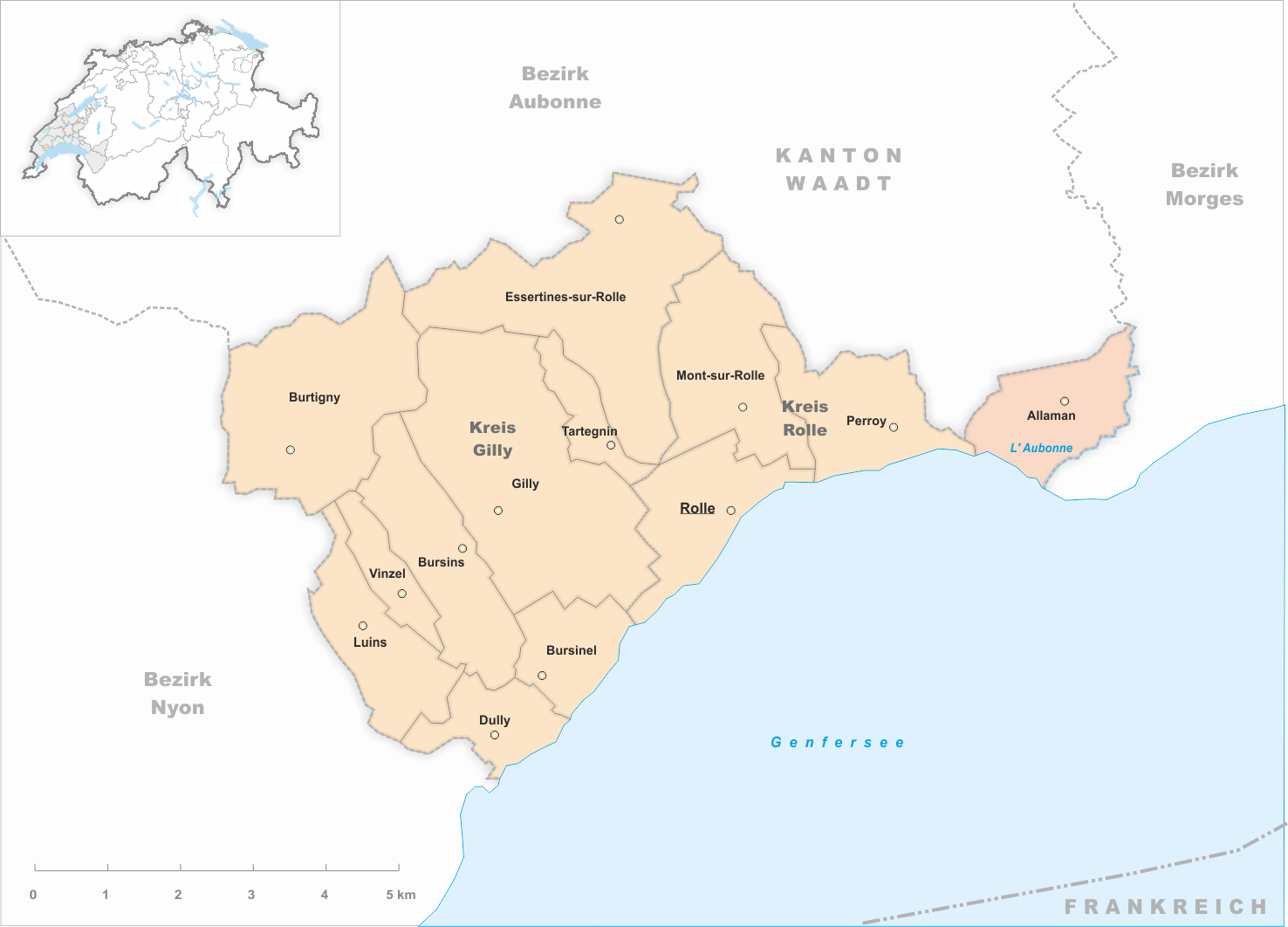
Gemeinden bis 2006

- 1. September 2006: Bezirkswechsel der Gemeinde Allaman vom Bezirk Rolle → Bezirk Morges
- 1. September 2006: Bezirkswechsel aller restlichen Gemeinden des Bezirks Rolle → Bezirk Nyon